# Lentitheciaceae
Lentitheciaceae is een familie van de  Ascomyceten. 

## Geslachten
De familie bestaat uit de volgende geslachten:
- Aquilomyces
- Darksidea
- Katumotoa
- Keissleriella
- Lentithecium
- Murilentithecium
- Neoophiosphaerella
- Poaceascoma
- Pseudomurilentithecium
- Setoseptoria
- Towyspora